# Juanito Sequeira
Juanito Sequeira (Rotterdam, 14 maart 1982) is een Nederlandse voetballer die bij voorkeur als middenvelder speelt.

## Carrière
Sequeira begon met voetbal bij HOV, maakte een tussenstap bij SVV en doorliep vervolgens de jeugdopleiding van Feyenoord, maar debuteerde in het betaalde voetbal bij satellietclub Excelsior: op 15 augustus 2003 in de competitiewedstrijd Emmen-Excelsior (0–0), toen hij na 75 minuten inviel voor Jordan Opoku. De middenvelder speelde van het seizoen 2003/04 tot en met het seizoen 2005/06 in totaal 68 wedstrijden voor Excelsior en trof daarin driemaal doel. Daarna speelde hij van 2006 tot 2009 bij FC Dordrecht, waar hij zeven doelpunten maakte. Vanaf het seizoen 2009/2010 speelde Sequeira voor Helmond Sport. Na meerdere incidenten nam de club in januari 2015 per direct afscheid van hem. In september 2016 tekende hij na een stage een contract tot het einde van het seizoen 2016/17 bij Achilles '29. Op 31 december werd zijn contract daar ontbonden. In februari 2017 ging hij voor ASWH in de derde divisie spelen. Sinds de zomer van 2018 voetbalt Sequeira bij VOC in Rotterdam.

### Carrièrestatistieken
| Seizoen                        | Club            | Land            | Competitie             | Competitie | Competitie | Beker | Beker | Internationaal | Internationaal | Overig | Overig | Totaal | Totaal |
| Seizoen                        | Club            | Land            | Competitie             | Wed.       | Dlp.       | Wed.  | Dlp.  | Wed.           | Dlp.           | Wed.   | Dlp.   | Wed.   | Dlp.   |
| ------------------------------ | --------------- | --------------- | ---------------------- | ---------- | ---------- | ----- | ----- | -------------- | -------------- | ------ | ------ | ------ | ------ |
| 2003/04                        | Excelsior       | Nederland       | Eerste divisie         | 34         | 3          | –     | 0     | –              | –              | –      | –      | 34     | 3      |
| 2004/05                        | Excelsior       | Nederland       | Eerste divisie         | 16         | 0          | –     | 0     | –              | –              | –      | –      | 16     | 0      |
| 2005/06                        | Excelsior       | Nederland       | Eerste divisie         | 17         | 0          | –     | 0     | –              | –              | –      | –      | 17     | 0      |
| 2006/07                        | FC Dordrecht    | Nederland       | Eerste divisie         | 33         | 0          | –     | 0     | –              | –              | –      | –      | 33     | 0      |
| 2007/08                        | FC Dordrecht    | Nederland       | Eerste divisie         | 31         | 2          | –     | 0     | –              | –              | –      | –      | 31     | 2      |
| 2008/09                        | FC Dordrecht    | Nederland       | Eerste divisie         | 32         | 0          | 1     | 1     | –              | –              | 4      | 0      | 37     | 1      |
| 2009/10                        | FC Dordrecht    | Nederland       | Eerste divisie         | 31         | 4          | 1     | 0     | –              | –              | –      | –      | 32     | 4      |
| 2010/11                        | FC Dordrecht    | Nederland       | Eerste divisie         | 30         | 1          | 1     | 0     | –              | –              | –      | –      | 31     | 1      |
| 2011/12                        | Helmond Sport   | Nederland       | Eerste divisie         | 23         | 2          | 1     | 0     | –              | –              | 3      | 0      | 27     | 2      |
| 2012/13                        | Helmond Sport   | Nederland       | Eerste divisie         | 25         | 1          | 1     | 0     | –              | –              | 2      | 0      | 28     | 1      |
| 2013/14                        | Helmond Sport   | Nederland       | Eerste divisie         | 24         | 0          | 0     | 0     | –              | –              | –      | –      | 24     | 0      |
| 2014/15                        | Helmond Sport   | Nederland       | Eerste divisie         | 14         | 0          | 1     | 2     | –              | –              | –      | –      | 15     | 2      |
| 2016/17                        | Achilles '29    | Nederland       | Eerste divisie         | 4          | 0          | 0     | 0     | –              | –              | –      | –      | 4      | 0      |
|                                | ASWH            | Nederland       | Derde divisie Zaterdag | 0          | 0          | -     | -     | –              | –              | –      | –      | 0      | 0      |
| Carrière totaal                | Carrière totaal | Carrière totaal | Carrière totaal        | 314        | 13         | 6     | 3     | 0              | 0              | 9      | 0      | 329    | 16     |
| Bijgewerkt tot 6 februari 2017 |                 |                 |                        |            |            |       |       |                |                |        |        |        |        |